# Sicana odorifera
Sicana odorifera är en gurkväxtart som först beskrevs av José Mariano da Conceição Vellozo och som fick sitt nu gällande namn av Naud. Sicana odorifera ingår i släktet Sicana och familjen gurkväxter. Inga underarter finns listade i Catalogue of Life.

## Bildgalleri

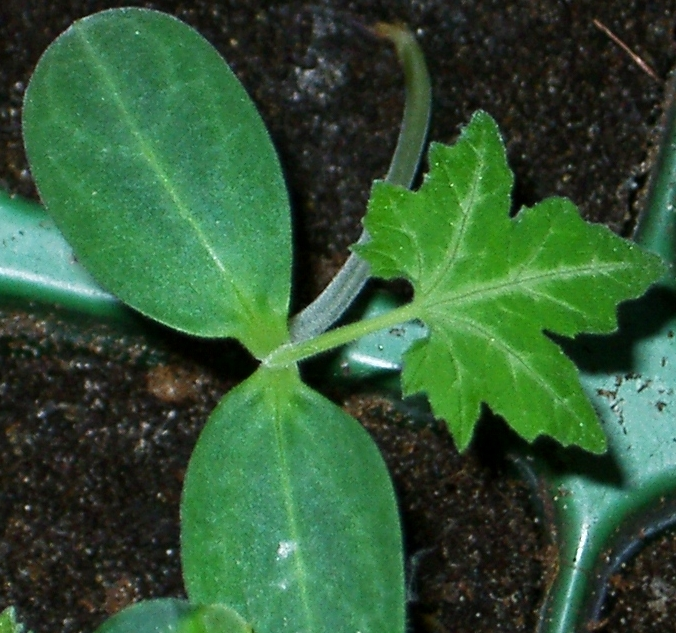
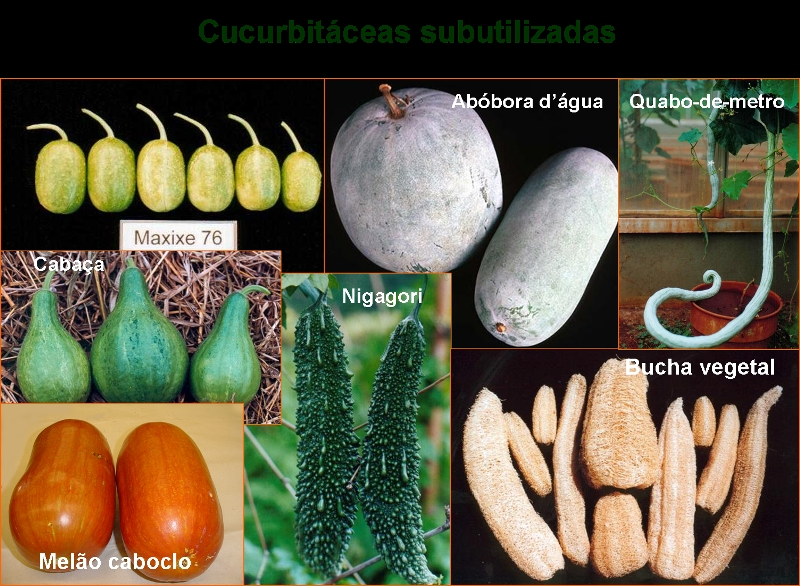
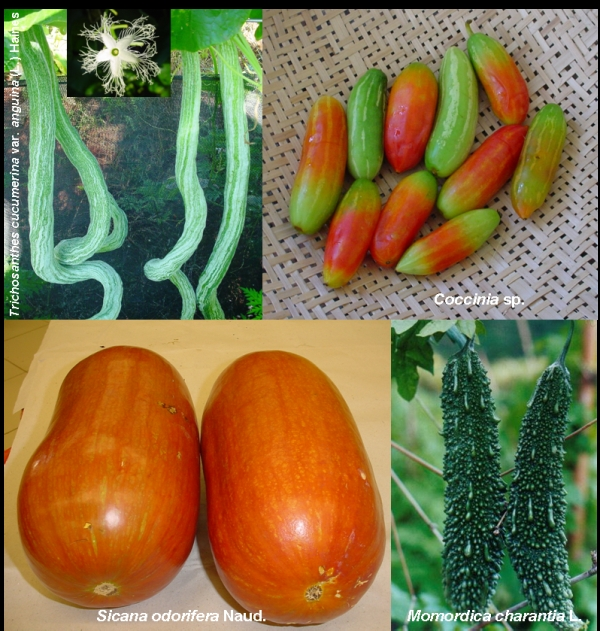
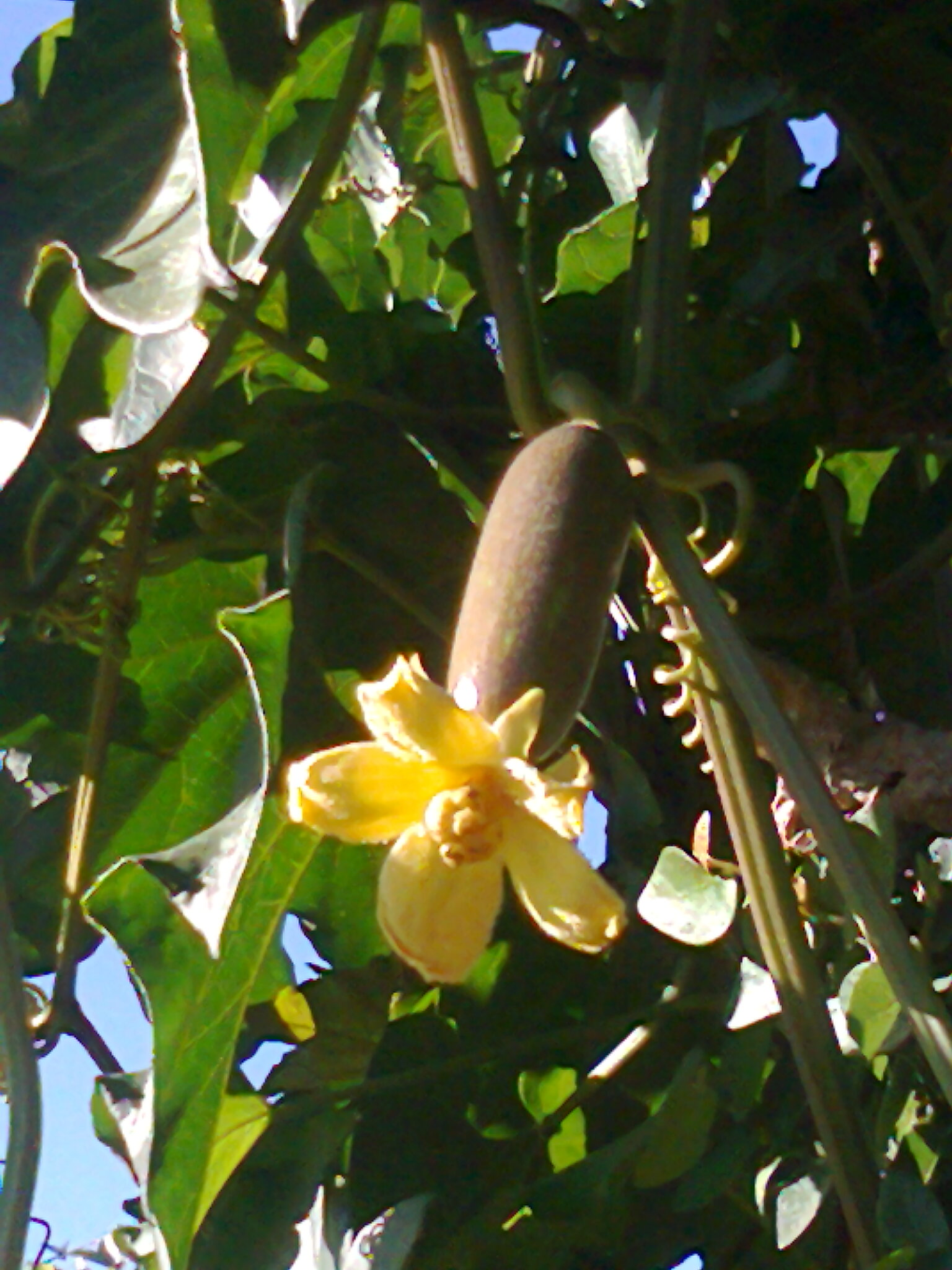
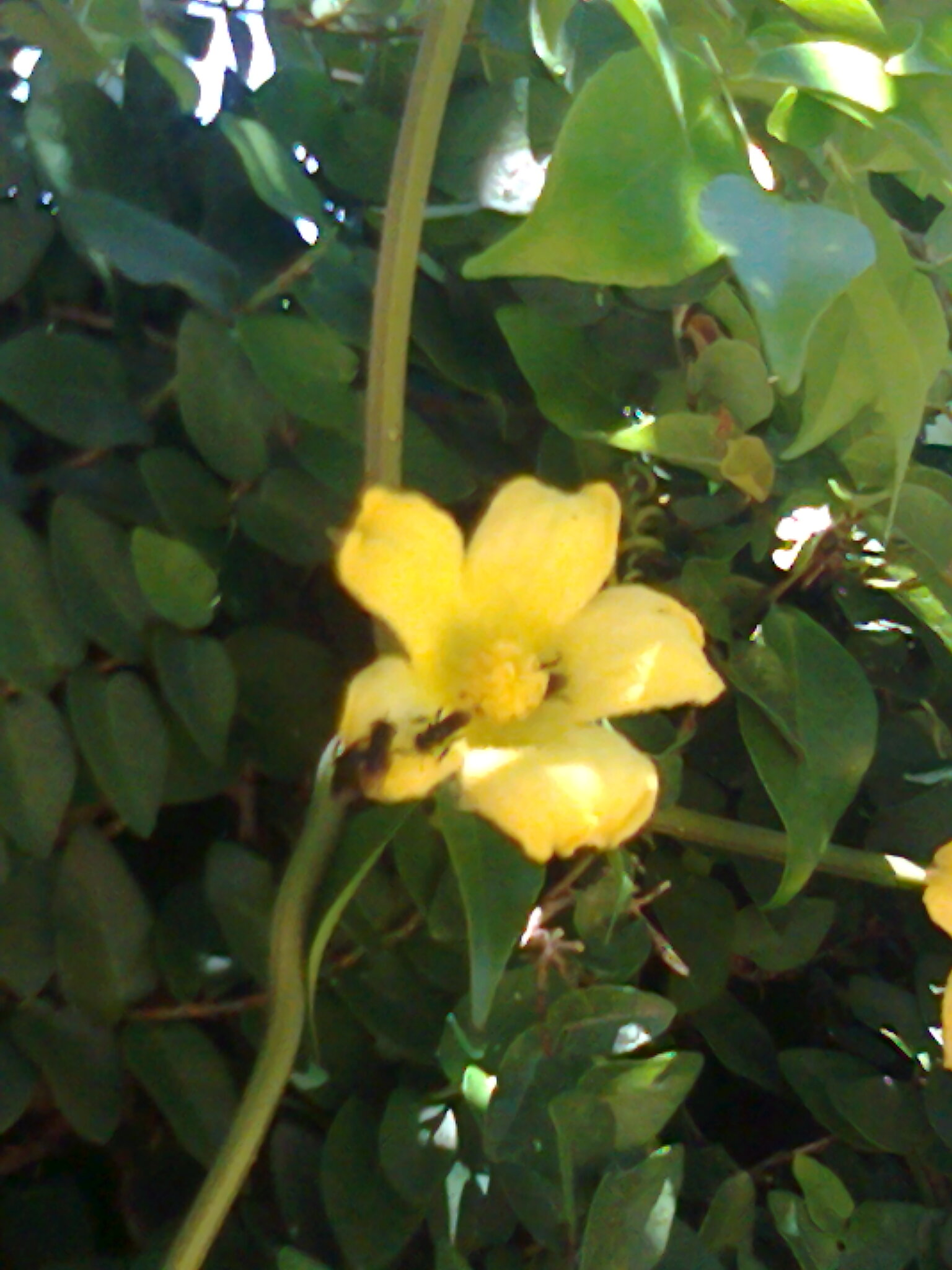
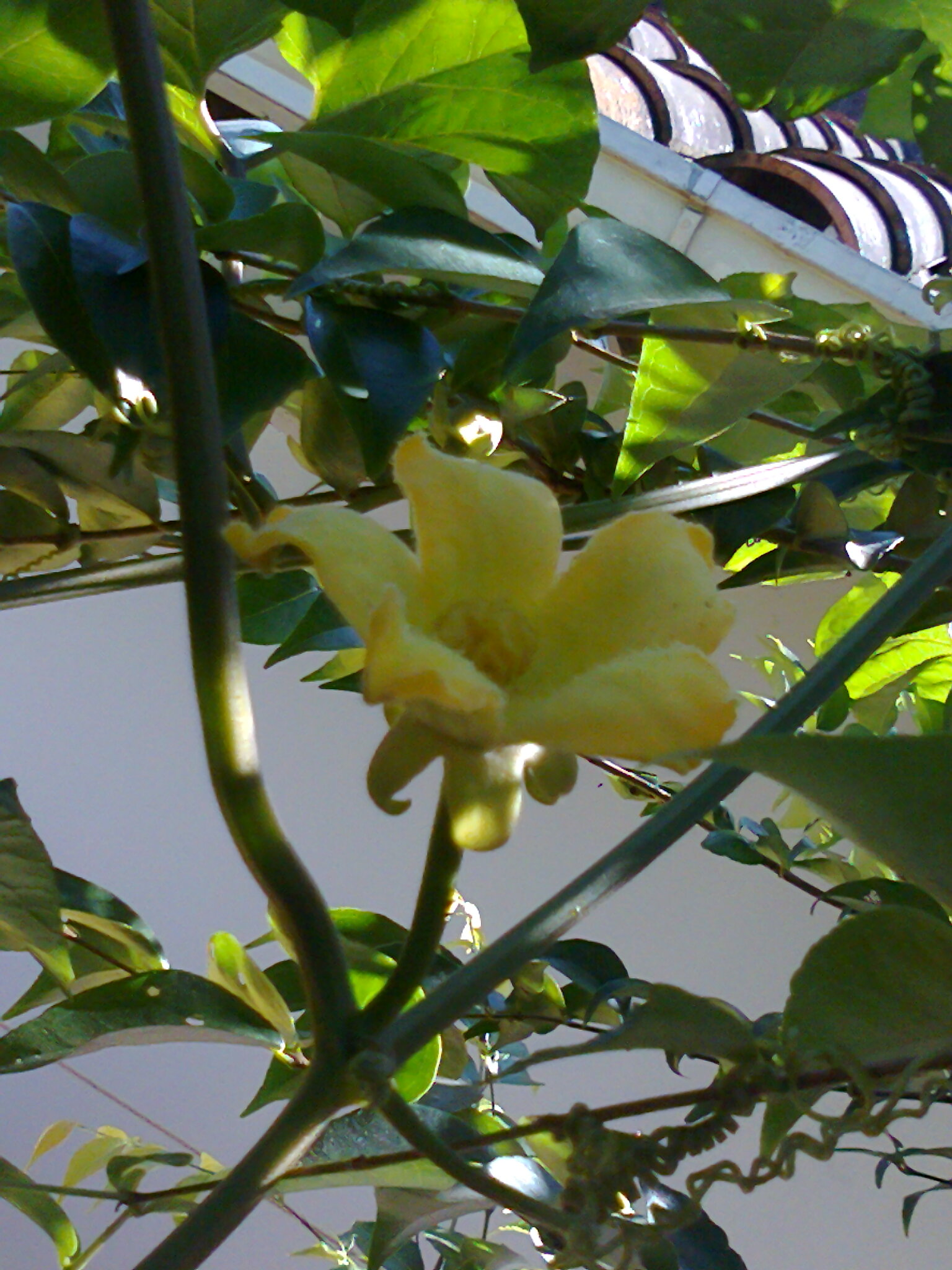